# ペダルトーン

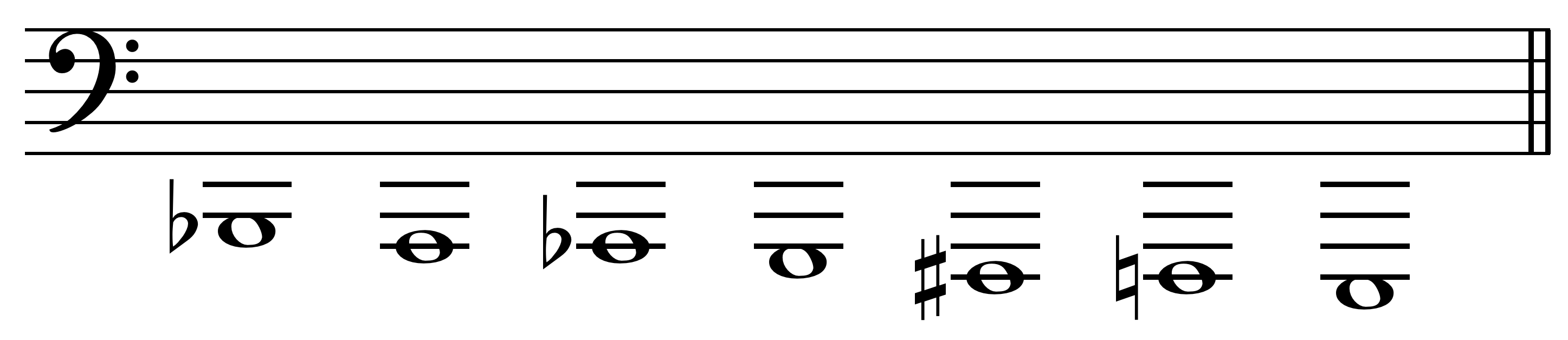
トロンボーンのスライドポジション「ペダルトーン」。B♭のペダルトーンは楽譜で頻繁に見られるが、交響音楽ではごくまれである。これより下の音は出すのが次第に難しく、質が不安定になるため必要とされるのは稀であり、ほとんどのトロンボーン奏者にとってA♭またはGが最低音である。

ペダルトーン（英: pedal tones）は、金管楽器の倍音列における特殊な低音である。単数形としてのペダルトーンはその倍音列の基音の音高を持つ。名称はパイプオルガンの足鍵盤（ペダル鍵盤）に由来する。ペダル鍵盤は16' および32' サブベース音を演奏するために使われる。ベルを持つ金管楽器はこの周波数で自然に振動しない（管の共鳴周波数ではないため）。
閉じた円筒はその倍音列の奇数倍音のみで振動する。このひとそろいの音高は金管楽器が音楽的に有用であるためにはまばら過ぎる。したがって、金管楽器のベルとボアとマウスピースはこれらの音高を調整するように作られる。ベルは倍音列の全ての音高を、特に低い側の末端で、大きく上げ（ベル効果）、 マウスピースはより高い倍音の高さを下げ（マウスピース効果）、より高い倍音の高さがベルによって上昇する量を制限する。得られた圧縮された音程の集合は偶数倍音列を含む新しい倍音列に似ている。この新しい倍音列は、基音を除けば、閉じた円錐管のものと似ている（基音はもはや倍音列には組込まれていない）。
元々の基音共鳴は、新しい基本音程まで上げられず、演奏には使用されない。しかし、新しい基音はペダルトーンとして演奏することができる。新しい倍音列のより高い共鳴は、唇が基本周波数で振動するのを助けるため、この音程を鳴らすことができる。言い換えると、基音（ペダルトーン）は楽器の共鳴周波数ではないが、唇を無理矢理この周波数で振動させると、ペダルトーンの音程で楽器が鳴っていると高次倍音によって知覚される。得られる音高はその知覚のためには上音に依存するところが大きいが、熟練した奏者の手にかかれば、ペダルトーンは制御することができ、楽器に特徴的な音を出すことができる。
トロンボーンでは、ペダルB♭は商業的なスコアリングではよく見られるが、交響曲ではあまり見られない。B♭より下の音は、A♭1やG1がほとんどのトロンボーン奏者にとっての下限であり、これらは「ますます出すのが難しくなり、品質が不安定になっている」ため、稀にしか求められない。

## 解説
金管楽器は管の実長をスライドやヴァルヴで変えて音の高さを変えているが、それは、「高次倍音から管を長くすることによって音程を低くしている」という理屈で、その基となる音（スライドなら第1ポジション、ヴァルヴなら何も押さない音）はほとんどの場合倍音である。ペダルトーンと第2倍音の間は、1オクターヴ（完全8度）開いており、全てのヴァルヴを使っても減5度しか下がらないトランペットやコルネット、フリューゲルホルン、あるいはアルト・トロンボーン、テナー・トロンボーンなどでは半音階で辿り着く事が出来ない。ヴァルヴを4個以上持つ金管楽器やテナーバス・トロンボーンなどは半音階で辿り着けるが、実際の楽曲での使用頻度はごく少ない。なお、強制倍音というこれまた特殊な奏法を使えばペダルトーンと第2倍音の間の音を出すことが可能であるが、音色があまり良くない為、多用されないのが現実である。
ペダルトーンを出すのには、それ相応の技術が必要である。とくに管が細いトランペットでペダルトーンを出すのは非常に難しく、学術書の中には、トランペットは基音が出ない楽器と説明するものすらある。これをきちんとした音程で吹ける者はかなりの実力者といえる。
なお、モーツァルトの楽曲にはトランペットにペダルトーン領域の音が楽譜に見られる事があるが、モーツァルトの頃のトランペットはナチュラルトランペットで現在よりも管が2倍長い楽器であった為、当時はペダルトーンで演奏していたわけではない。現在ではこれらの低い音を出すのに、無理にペダルトーンで行うよりも低い調子の管や延長管を使用して演奏する方が現実的である。
著名な教則本としてジェームス・スタンプ、ルイ・マジオ（日本語版は絶版）等が書いたものが挙げられる。他にもカーマイン・カルーソーの中にも出てくる。
ただし、ペダルトーンの練習には肯定・否定双方の意見がある。

## 効果
各種ペダルトーンの教則本では、ペダルトーン領域からハイノートまで上がるものが多く、広い柔軟性を獲得するのに役立つ。また、ペダルトーンを練習することで唇のリフレッシュや血行促進に役立つ、とも言われている。
しかし、やりすぎることで唇の膨張や感覚の麻痺などの副作用があるとも言われるため、節度を守って行う必要がある。特にトランペットの場合は、通常のアンブシュアから大きく変化させてしまうと、副作用が出やすくなりやすいと言われるため、注意が必要である。

## 用例
- トランペット
  - ルチアーノ・ベリオ：セクエンツァX （トランペットと共鳴ピアノのための）
- ホルン
  - ベートーヴェン：交響曲第9番第3楽章の4番ホルンのソロ（B♭管でのペダルトーン）
  - ショスタコーヴィチ：交響曲第5番第4楽章（B♭管でのペダルトーン）
- トロンボーン
  - ベルリオーズ：幻想交響曲第4楽章「断頭台への行進」 、テ・デウム、死者のための大ミサ曲（レクイエム）
  - ホルスト：惑星
  - R.シュトラウス：アルプス交響曲、交響詩「英雄の生涯」
- テューバ
  - マーラー：嘆きの歌（初稿版）